# Zawiersze
Zawiersze (niem. Sauerschienen) – osada w Polsce położona w województwie warmińsko-mazurskim, w powiecie bartoszyckim, w gminie Bartoszyce. W latach 1975–1998 miejscowość administracyjnie należała do województwa olsztyńskiego.

## Historia
Wieś pod nazwą Soworsine wzmiankowana była w 1414, później wymieniana była w dokumentach z 1432 r. (Seworsynen), 1476 (Sawersch), 1521 (Sauherschynn) i 1570 (Sauerschin).
W 1889 r. był to folwark, należący do majątku ziemskiego Liski (stadnina koni wojskowych).
W 1983 r. we wsi było 10 domów ze 107 mieszkańcami, ulice we wsi miały elektryczne oświetlenie. W tym czasie zabudowa i pola należały do Państwowej Stadniny Koni w Liskach.